# 1934 en Palestine mandataire
Chronologie de la Palestine
- 1930
- 1931
- 1932
- 1933
- 1934
- 1935
- 1936
- 1937
- 1938

Cette page concerne les évènements survenus en 1934 en Palestine mandataire :

## Événements
- Selon les statistiques officielles, 42 359 Juifs ont migré en Palestine en 1934[2].
- 19 février : Le premier groupe organisé d'enfants de la Aliyah des jeunes (en) d'Allemagne, arrive en Palestine et est envoyé pour étudier au kibboutz Eïn-Harod.
- 14 mai : De fortes pluies torrentielles à Tibériade provoquent une inondation qui fait 35 morts et détruit une centaine de bâtiments.

## Création - Fermeture
- Parti de la défense nationale (parti politique)
- Institut de recherches Daniel Sieff qui devient l'Institut Weizmann des Sciences en 1949.
- Fondation de kibboutz : Kiryat-Bialik.

## Sport
- Saison 1933-1934 de la Ligue de la Palestine (en) (football)
- Saison 1934-1935 de la Ligue de la Palestine (en) (football)
- Saison 1933-1934 de football an Palestine mandataire (en)
- Saison 1934-1935 de football an Palestine mandataire (en)
- Coupe de la Palestine (1934) (en) (football)

## Naissances
- 13 janvier : Avraham Ravitz, homme politique israélien et membre de la Knesset (mort en 2009).
- 15 janvier : Ephraim Stern, archéologue israélien (mort en 2018).
- 17 février : Adiel Amorai (en), homme politique israélien.
- 21 février : David Avidan (en), poète, peintre, cinéaste, publiciste et dramaturge israélien (mort en 1995).
- 25 février : Meir Har-Zion (en), militaire israélien (mort en 2014).

## Décès

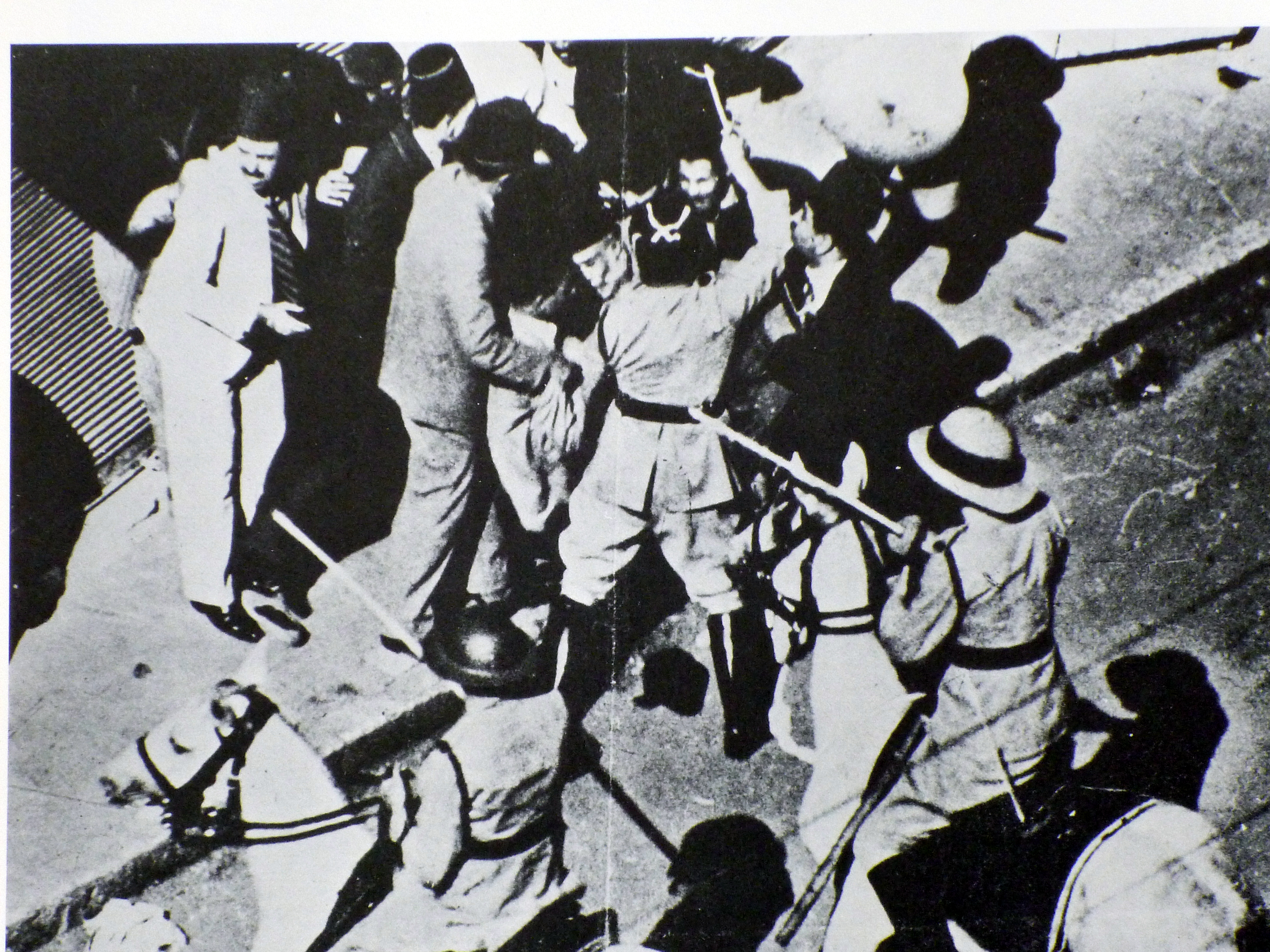
Passage à tabac du militant palestinien Moussa Qazem al-Husseini.

- 27 mars : Moussa Qazem al-Husseini (né en 1853), homme politique arabe palestinien et leader du mouvement national arabe palestinien de 1922 à 1934. Il ne s'est jamais remis du passage à tabac que lui avait infligé la police britannique à Jaffa cinq mois plus tôt.
- 4 juillet : Haïm Nahman Bialik (né en 1873), poète juif né en Russie et l'un des pionniers de la poésie hébraïque moderne.